# Walls of Emotion
Walls of Emotion is het achtste studio-album van René Froger. Het album bevat 3 singles.
Walls Of Emotion werd in Nederland 200.000 keer verkocht. In datzelfde jaar kreeg Froger Edison Awards voor het Beste Album en Beste Nationaal Zanger. Froger sloot 1994 af met een uitverkochte tour met als afsluiter tien uitverkochte shows in sportpaleis Ahoy in Rotterdam. Datzelfde jaar kondigde Froger aan als eerste Nederlandse artiest twee concerten te geven in het Feyenoord stadion. De 120.000 kaarten waren in slecht enkele uren uitverkocht. Mede door dit succesvolle jaar werd Froger Nederlands eerste superster genoemd.

## Tracklist
1. Walls Of Emotion Theme (Prologue)
2. Thunder In My Heart
3. I Couldn't Stay Away
4. For A Date With You
5. Here In My Heart
6. Can U Feel It
7. What A Woman Can Do
8. Blinded By Your Beauy (Fashion Doll)
9. Save A Room In You Heart For Me
10. Do You Make Love The Way You Look
11. Why Goodbye
12. Reprise: Why Goodbye (Epilogue)

## Hitnotering

### Walls Of Emotion (album)
| Nummer | 14 | 1  | 1  | 6  | 11 | 12 | 13 | 18 | 11 | 10 | 11 | 11 | 15 | 8  | 5  | 5  | 8 |
| Week   | 18 | 19 | 20 | 21 | 22 | 23 | 24 | 25 | 26 | 27 | 28 | 29 | 30 | 31 | 32 | 33 |   |
| Nummer | 11 | 14 | 12 | 11 | 19 | 16 | 17 | 21 | 23 | 22 | 31 | 31 | 40 | 53 | 84 | 96 |   |

### For A Date With You (single)
| Nummer | 28 | 22 | 20 | 32 |

### Here In My Heart (single)
| Nummer | 34 | 18 | 13 | 12 | 15 | 19 | 25 | 22 |

### Why Goodbye (single)
| Nummer | 48 | 44 | 45 |